# Alexander Hillhouse
Alexander Hillhouse (født 20. april 2004) er en dansk svømmer.
Han vandt guld i 100 m butterfly S14 ved sommer-PL 2024 i Paris.